# Henry Paget (2e marquis d'Anglesey)
Henry Paget, 2e marquis d'Anglesey (6 juillet 1797 - 7 février 1869), appelé comte d'Uxbridge de 1815 à 1854, est un pair britannique et un homme politique whig. Il sert comme Lord Chambellan entre 1839 et 1841.

## Biographie
Il est le fils aîné du maréchal Henry Paget et de sa première épouse, Caroline Elizabeth Villiers, troisième fille de George Villiers,. Il est le demi-frère de Clarence Paget, de Alfred Paget (1816-1888) et de George Paget.
Décrit comme un sportif passionné, qui consacre son temps au tir, aux courses et au cricket, il aide à fonder le club de cricket Worthing à Sussex en 1855.

## Carrière politique
Il entre à la Chambre des communes pour Anglesey en 1820, poste qu'il occupe jusqu'en 1832,. Il est délégué du Lord lieutenant d'Irlande de 1828 à 1829. En 1832, il est convoqué à la Chambre des lords par un acte d'accélération du titre junior de son père, baron Paget. Il sert sous les ordres de Lord Melbourne en tant que Lord-in-waiting de 1837 à 1839 et en tant que Lord Chambellan de 1839 à 1841 et est admis au Conseil privé en 1839. En 1854, il hérite du titre de marquis à la mort de son père et lui succède également comme Lord Lieutenant d'Anglesey, poste qu'il occupe jusqu'à sa mort en 1869.

## Famille

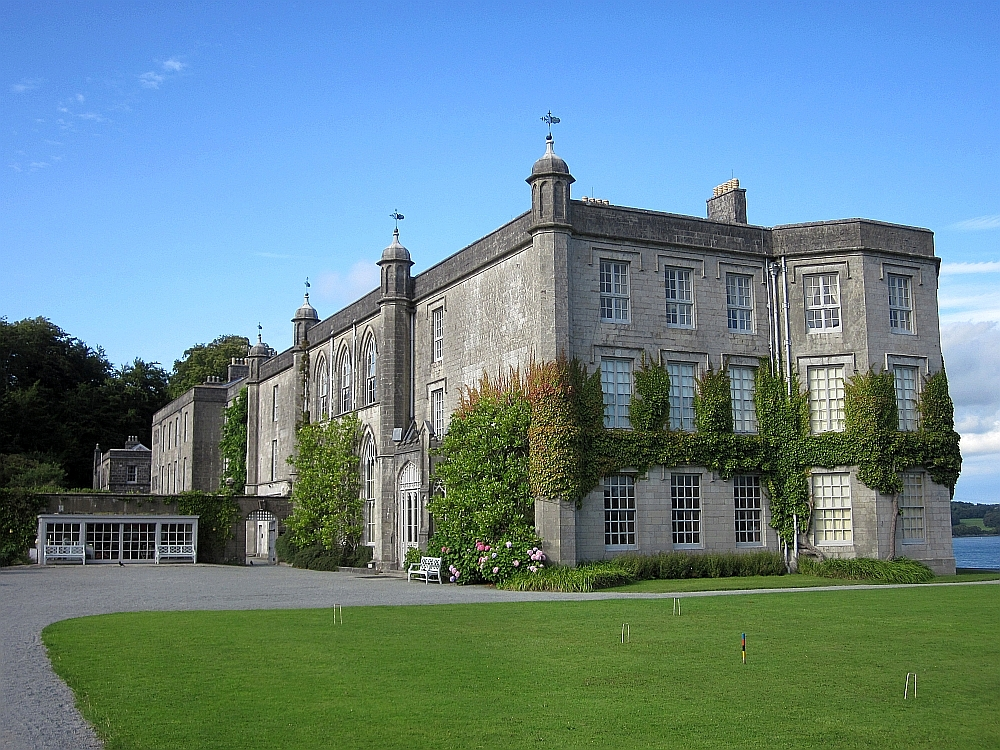
Plas Newydd, un siège des marquis d'Anglesey

Lord Anglesey épouse le 5 août 1819, Eleanora Campbell, deuxième fille du colonel John Campbell (1770-1809) et de l'écrivain Charlotte Bury (en) et petite-fille de John Campbell. Ils ont trois enfants:
- Henry Paget (9 décembre 1821 - 30 janvier 1880), qui épouse Sophia Eversfield le 7 juin 1845.
- Eleanora Caroline Paget (c. 1828 - 17 novembre 1848) elle épouse Sir Sandford Graham, 3e baronnet le 4 février 1847.
- Constance Henrietta Paget (vers 1831 - 5 mars 1878) épouse George Finch-Hatton (11e comte de Winchilsea), le 6 août 1846. Ils ont quatre enfants.

Après le décès de sa première femme en juillet 1828, il épouse en secondes noces Henrietta Bagot, quatrième fille de Charles Bagot, le 27 août 1833. Ils ont quatre enfants:
- Henry Paget (25 décembre 1835 - 13 octobre 1898), épouse Elizabeth Norman (1841-18 novembre 1873) le 24 août 1858. Il se remarie avec Blanche Boyd (décédée le 14 août 1877) le 2 février 1874. Ils ont un fils. Il se remarie de nouveau avec Mary King le 26 juin 1880.
- Alexander Victor Paget (25 avril 1839 - 26 octobre 1896) il épouse Hester Stapleton-Cotton (fille de Wellington Stapleton-Cotton, 2e vicomte Combermere le 26 août 1880. Ils ont quatre enfants, et leur fils aîné Charles Paget (6e marquis d'Anglesey) devient le 6e marquis d'Anglesey.
- Florence Cecilia Paget (août 1842 - 3 février 1907) épouse Henry Rawdon-Hastings (4e marquis d'Hastings), le 16 juillet 1864. Elle se remarie avec Sir George Chetwynd (4e baronnet), le 9 juin 1870. Ils ont trois enfants.
- Berkeley Charles Sydney Paget (5 mars 1844 - 25 novembre 1913) épouse Florence Chetwynd (arrière-petite-fille maternelle de Charles Chetwynd-Talbot (2e comte Talbot) par son troisième fils) le 5 juin 1877. Ils ont deux enfants.

Après la mort prématurée de sa deuxième épouse en mars 1844, à l'âge de 28 ans, Lord Anglesey épouse en troisièmes noces, Ellen Burnand, fille de George Burnand et ex-épouse de JW Bell, le 8 mars 1860. Ils n'ont pas d'enfants. Il meurt à Lambeth, Londres, à l'âge de 71 ans. Son fils unique de son premier mariage, Henry, lui succède. La marquise d'Anglesey décède à Worthing, dans le Sussex, en juin 1874.